# Aspilota anneae
Aspilota anneae är en stekelart som beskrevs av Robert A.Wharton 2002. Aspilota anneae ingår i släktet Aspilota och familjen bracksteklar. Inga underarter finns listade.